# Astragalus dolichophyllus
Astragalus dolichophyllus es una especie de planta del género Astragalus, de la familia de las leguminosas, orden Fabales.

## Distribución
Astragalus dolichophyllus se distribuye por Rumanía, Moldavia, Ucrania (Dnepropetrovsk, Donetsk, Járkov, Jersón, Nikolaev, Poltava y Zaprorozhye), Rusia europea (Kalmykia, Sarátov y Voronetz), Cáucaso (Daguestán, Krasnodar y Stávropol) y Kazajistán (Guryev, Kustanai, Kzyl-Orda y Uralsk).

## Taxonomía
Fue descrita científicamente por Pall. Fue publicado en Species Astragalorum 48 (1800).
Sinonimia
- Astragalus dolichophylla (Pall.) Kuntze
Astragalus diffusa (Willd.) Stev.
Astragalus diffusus Willd.
Astragalus diffusa (Willd.) Stev.